# Вольное Раменье
Вольное Раменье — деревня в Бологовском районе Тверской области, входит в состав Березорядского сельского поселения.

## География
Деревня находится в северной части Тверской области на расстоянии приблизительно 29 км на северо-восток по прямой от районного центра города Бологое.

## История
Известна с 1865 года. В 1879 году в деревне числилось 37 дворов, в 1909 — 45. В советский период истории здесь действовал колхоз «Воля».

## Население
Численность населения: 179 человек (1879 год), 288 (1911), 10 (русские 100 %) в 2002 году, 8 в 2010.